# Wicehrabia Stormont
Wicehrabiowie Stormont 1. kreacji (parostwo Szkocji)
- 1621–1631: David Murray, 1. wicehrabia Stormont
- 1631–1642: Mungo Murray, 2. wicehrabia Stormont
- 1642–1658: James Murray, 2. hrabia Annandale i 3. wicehrabia Stormont
- 1658–1668: David Murray, 4. wicehrabia Stormont
- 1668–1731: David Murray, 5. wicehrabia Stormont
- 1731–1748: David Murray, 6. wicehrabia Stormont
- 1748–1796: David Murray, 2. hrabia Mansfield i 7. wicehrabia Stormont
- następni wicehrabiowie: patrz - hrabia Mansfield i Mansfield